# Rhingrave (vêtement)
La rhingrave est une jupe-culotte qui faisait partie du costume masculin de l'époque 1640-1670 en Europe de l'Ouest.

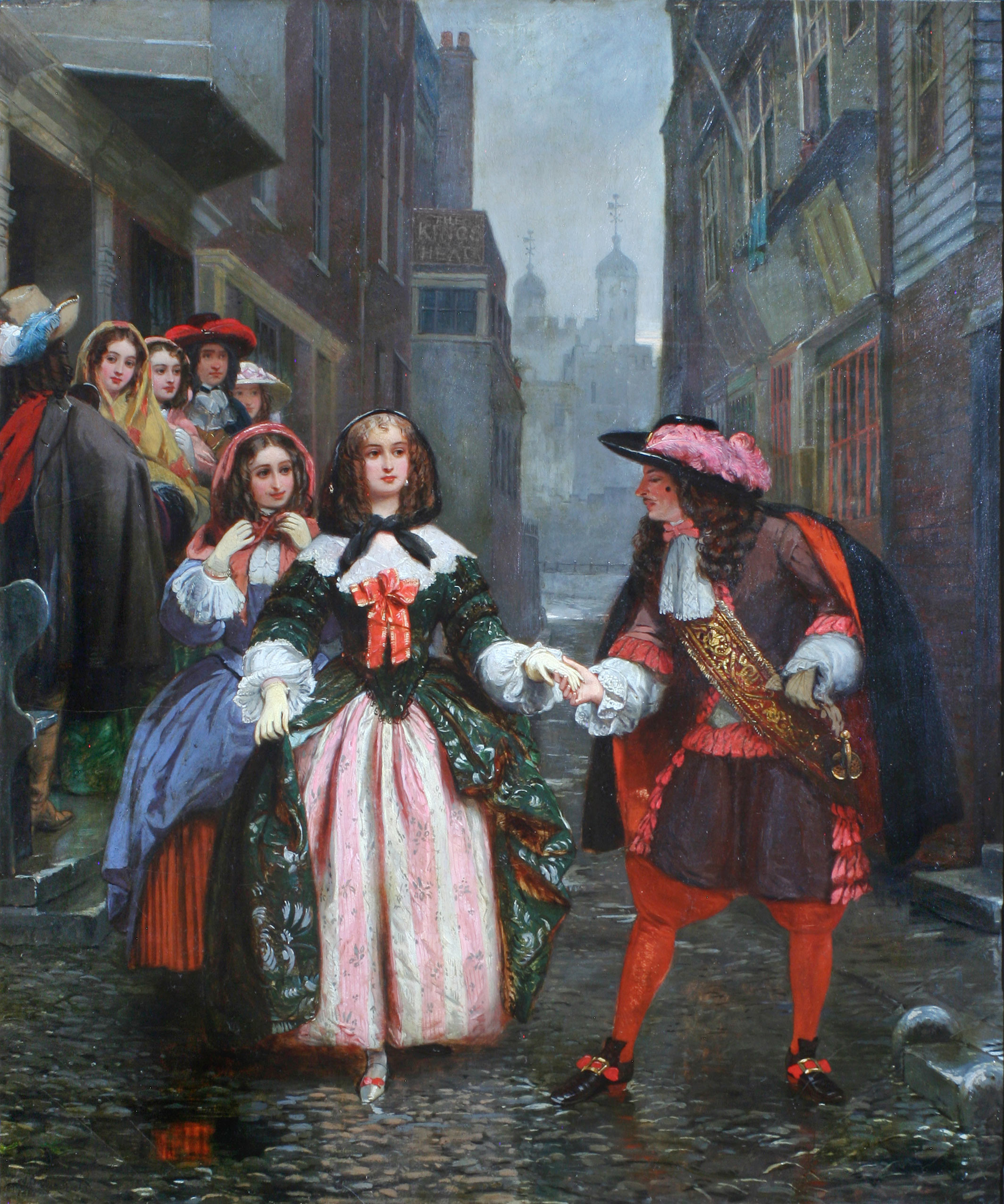
Pepys et Lady Batten par James Digman Wingfield

La rhingrave se portait assez bas sur les hanches et s'évasait vers le bas. Sa doublure était serrée au-dessus du genou par une coulisse. Parfois, il s'agissait d'une véritable jupe raide d'une ampleur réduite, qui rappelait un tonneau, et qui recouvrait un haut de chausses normal. Dans d'autres cas, il s'agissait de culottes très amples, molles et bouffantes, comportant donc un entre-jambe, bien que peu visible et très bas. 

## Historique
Ce haut de chausses, large, fut créé aux Pays-Bas vers les années 1640 ; son usage se répandit en Allemagne et en Angleterre (pas en Espagne, voir fig. 7).
Il reste communément admis que la rhingrave fut introduite en France à la cour de Louis XIV en 1660, par Karl Florentin, Rhingrave de Salm, d'où son nom. Le mot "Rhingrave" est la forme francisée de Rheingraf qui veut dire "comte du Rhin". Ce fait est contesté par certains, étant donné que des portraits du roi attestent le port de la rhingrave avant l'année 1660 (fig. 7). La vogue de la rhingrave dura jusqu'à 1670 environ, époque où elle céda la place à la culotte ajustée et à l'habit à la française. 
Le terme allemand qui désigne ce vêtement est Rheingrafenhose, alors qu'en Angleterre on les nommait Petticoat breeches, c'est-à-dire « culotte-jupon ».
À la Restauration de la monarchie en Angleterre en 1660, cet effet fut adopté par Charles II, qui dans le portrait de son couronnement arbore des petticoat breeches en satin blanc rehaussés de rubans de la même couleur . 
En France, l'engouement pour la dentelle et les nœuds de ruban en soie fit que l'ensemble de l'habit d'homme se couvrit d'une profusion d'ornements. Dans une ordonnance de police saxonne de 1661, on lit qu'il est fréquent d'utiliser 200 aunes, c'est-à-dire plus de 200 mètres, de ruban, pour garnir un seul habit. La rhingrave comportait donc :
- les « galants », nœuds de ruban au niveau de la taille ainsi que des deux côtés des genoux.
- la « petite oie », sorte de petit tablier de nœuds de rubans à hauteur de braguette[4]
- les « canons », ornement de drap, de sergé, de soie ou de dentelle, en forme d'entonnoir renversé, qu'on attachait au bas de la culotte, et ressemblant eux aussi à deux jupettes recouvrant les mollets. Les canons disparaîtront dès les premières années.

C'est la rhingrave que décrit le paysan Pierrot, personnage du Dom Juan de Molière, lorsqu'il met en ridicule les atours tapageurs de la noblesse de l'époque : « En glieu d’haut-de-chausses, ils portont une garde-robe aussi large que d’ici à Pâques ». 

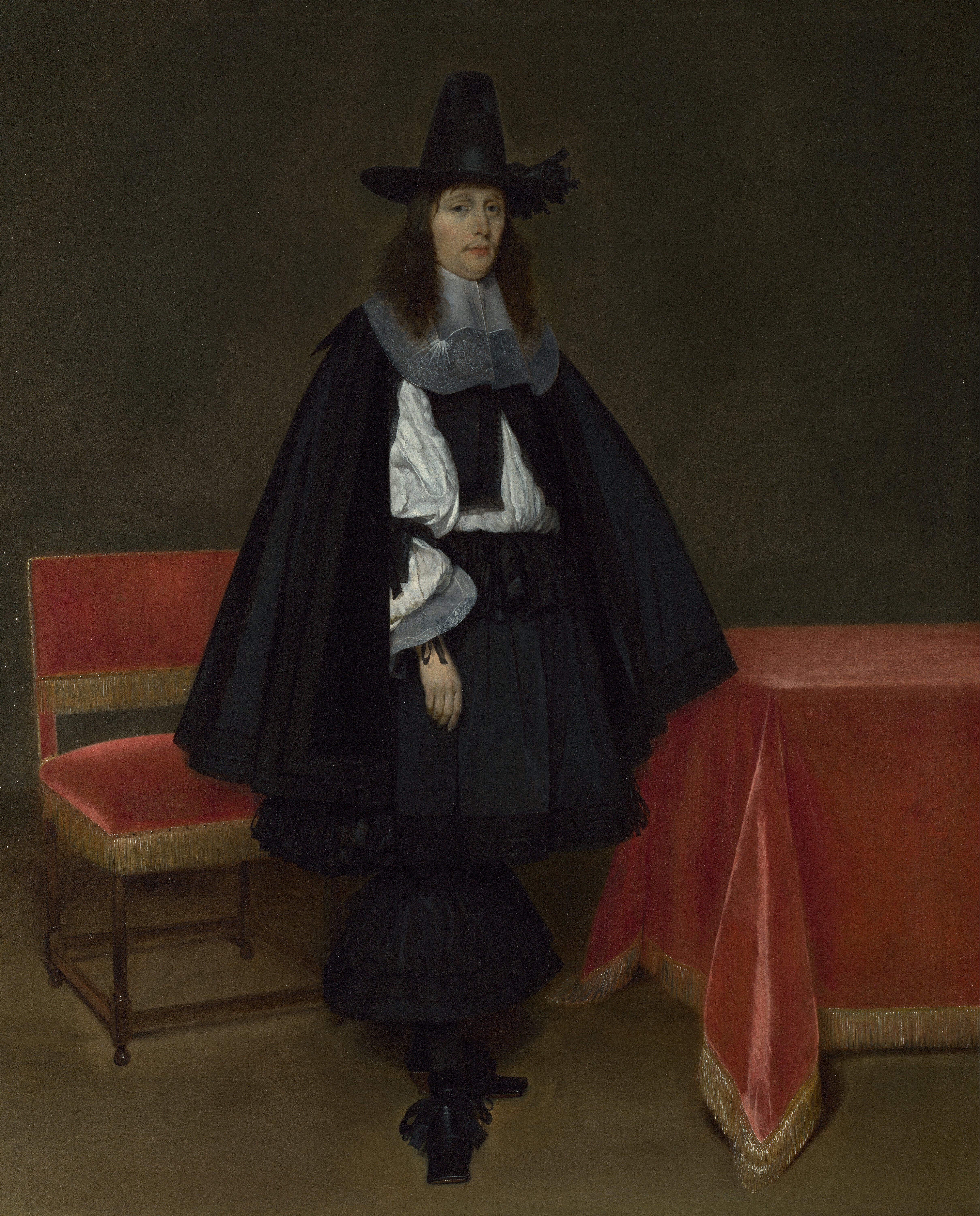
1.Hollande, 1645 : rhingrave avec « canons ».
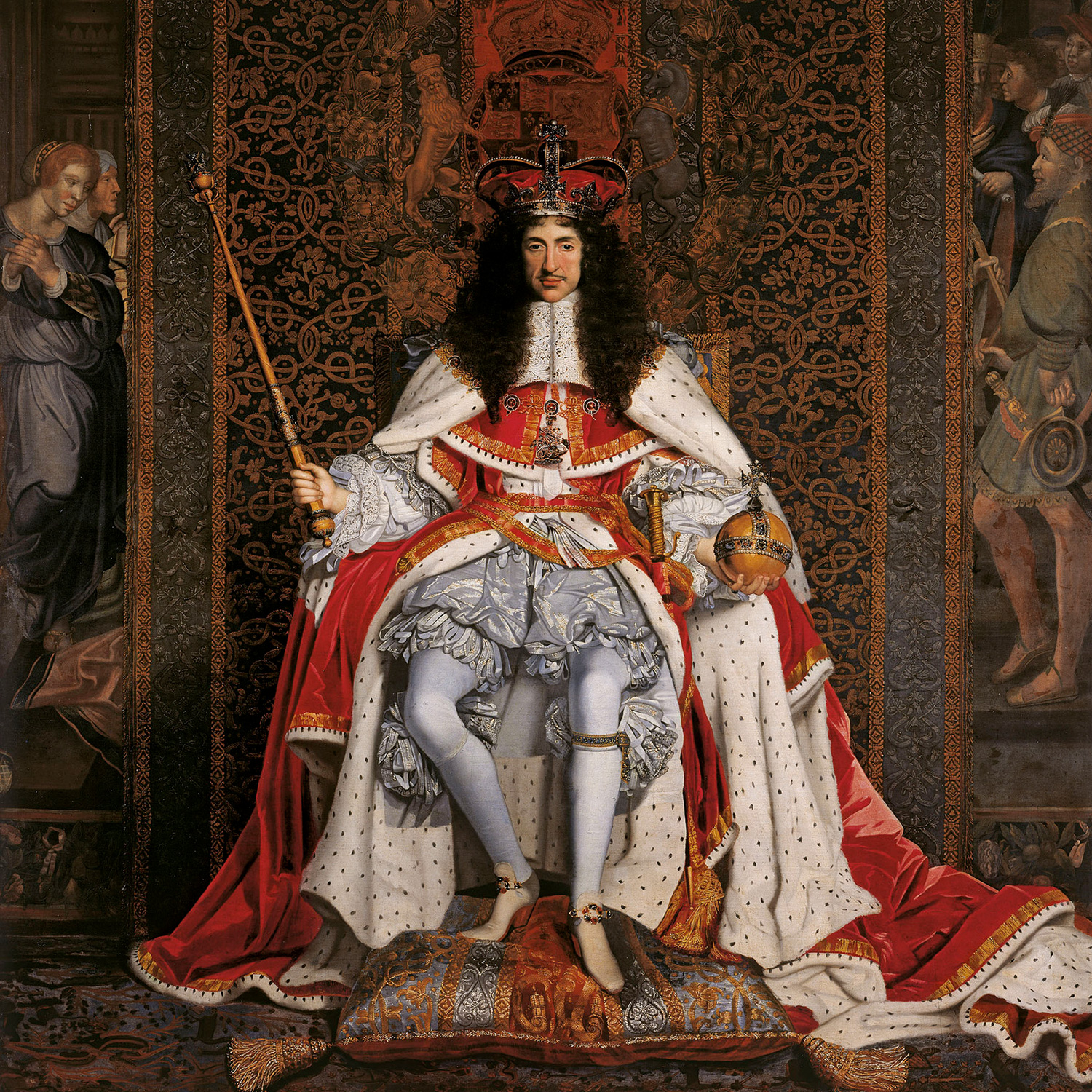
3. Angleterre, 1661 : rhingrave courte en satin, avec entrejambe.
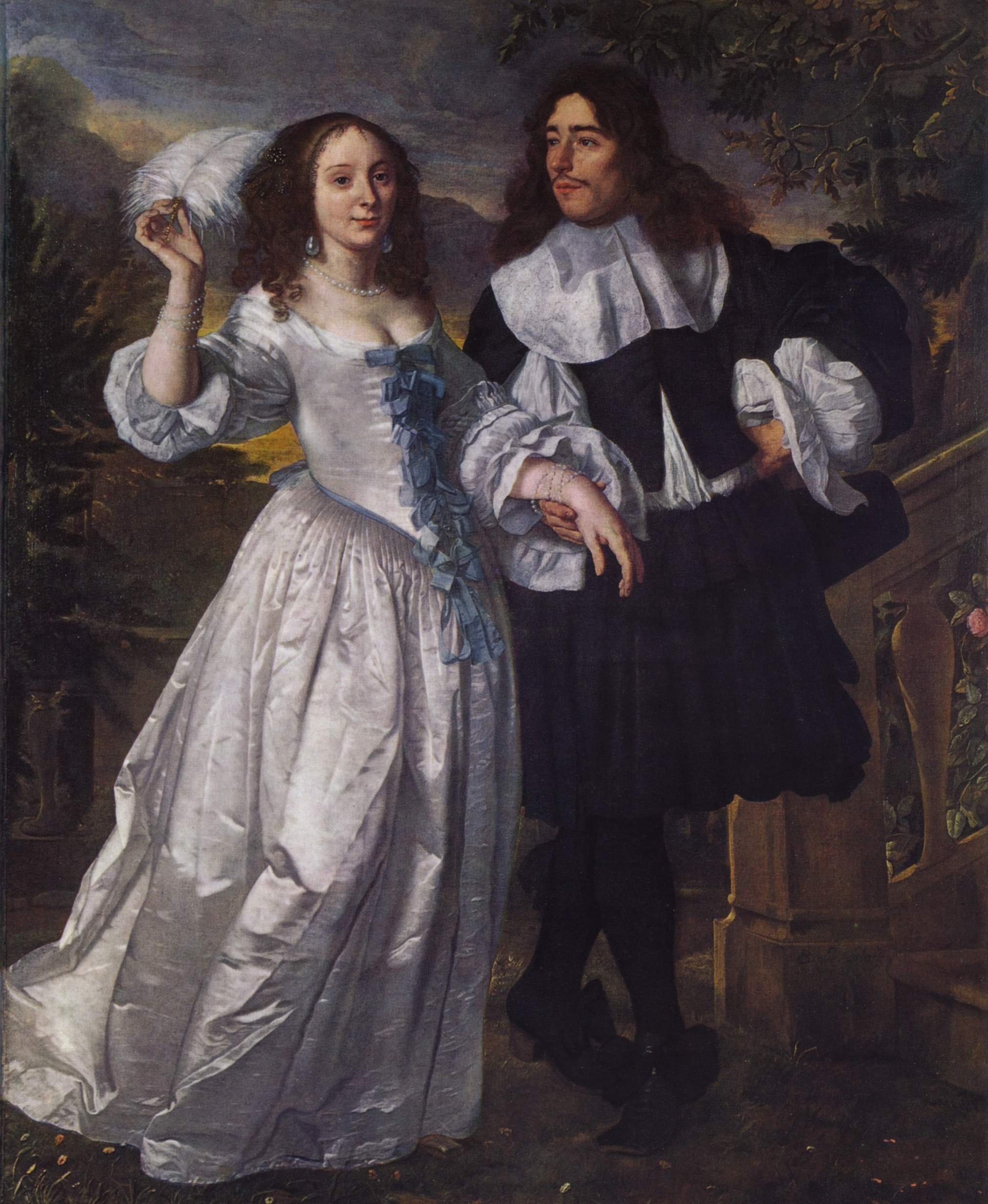
4. Hollande, 1661 : rhingrave entièrement noire.
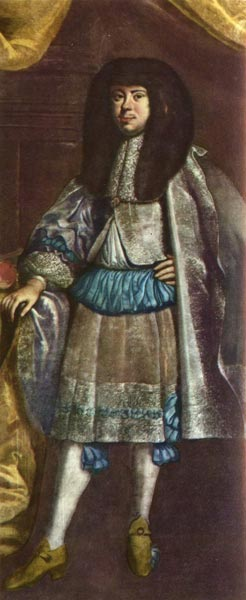
5. Pologne, 1671 : rhingrave raide sans entrejambe, décorée de « galants » bleu ciel.
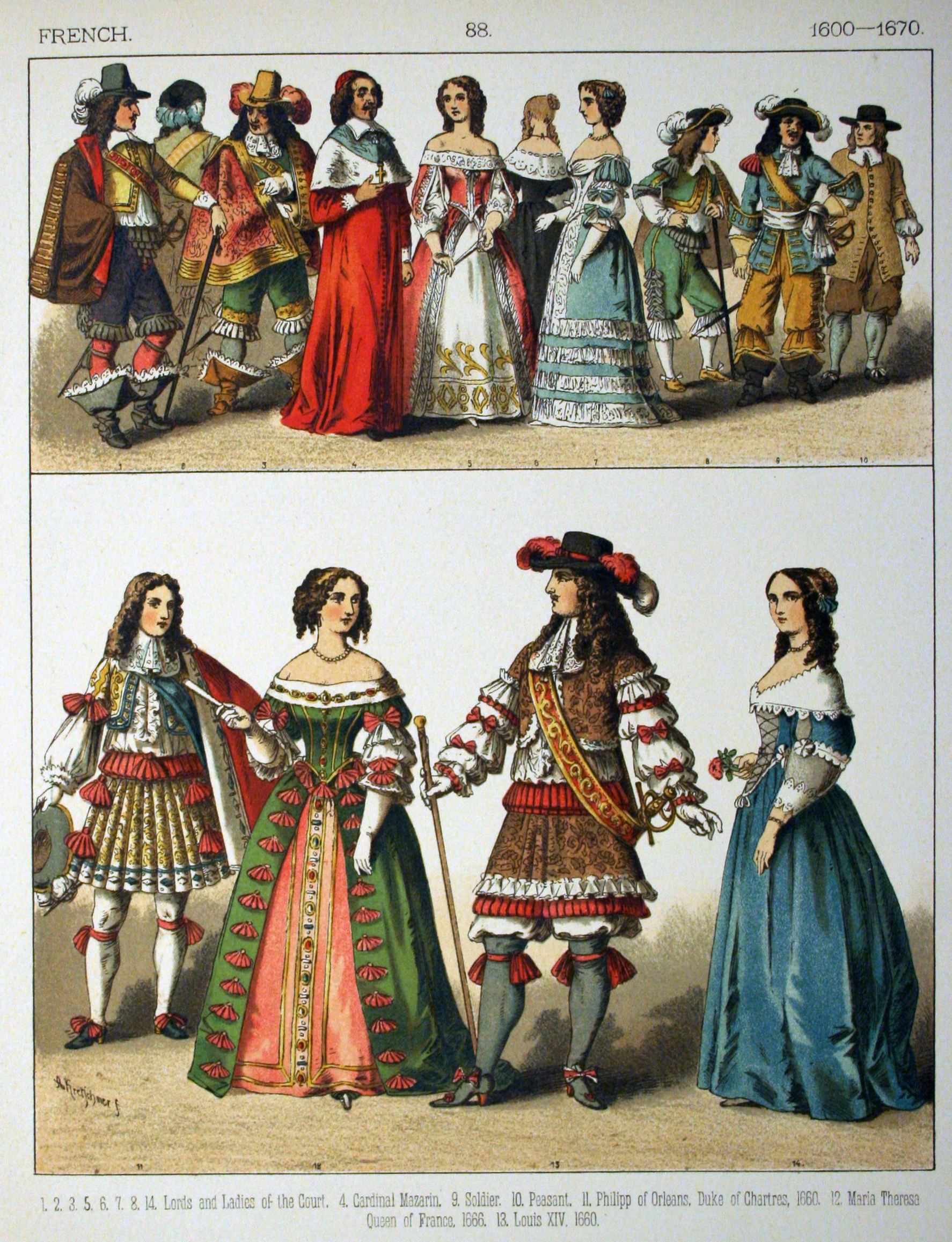
6. Dans le bas : France, vers 1660 ; ici les deux genres de rhingrave.
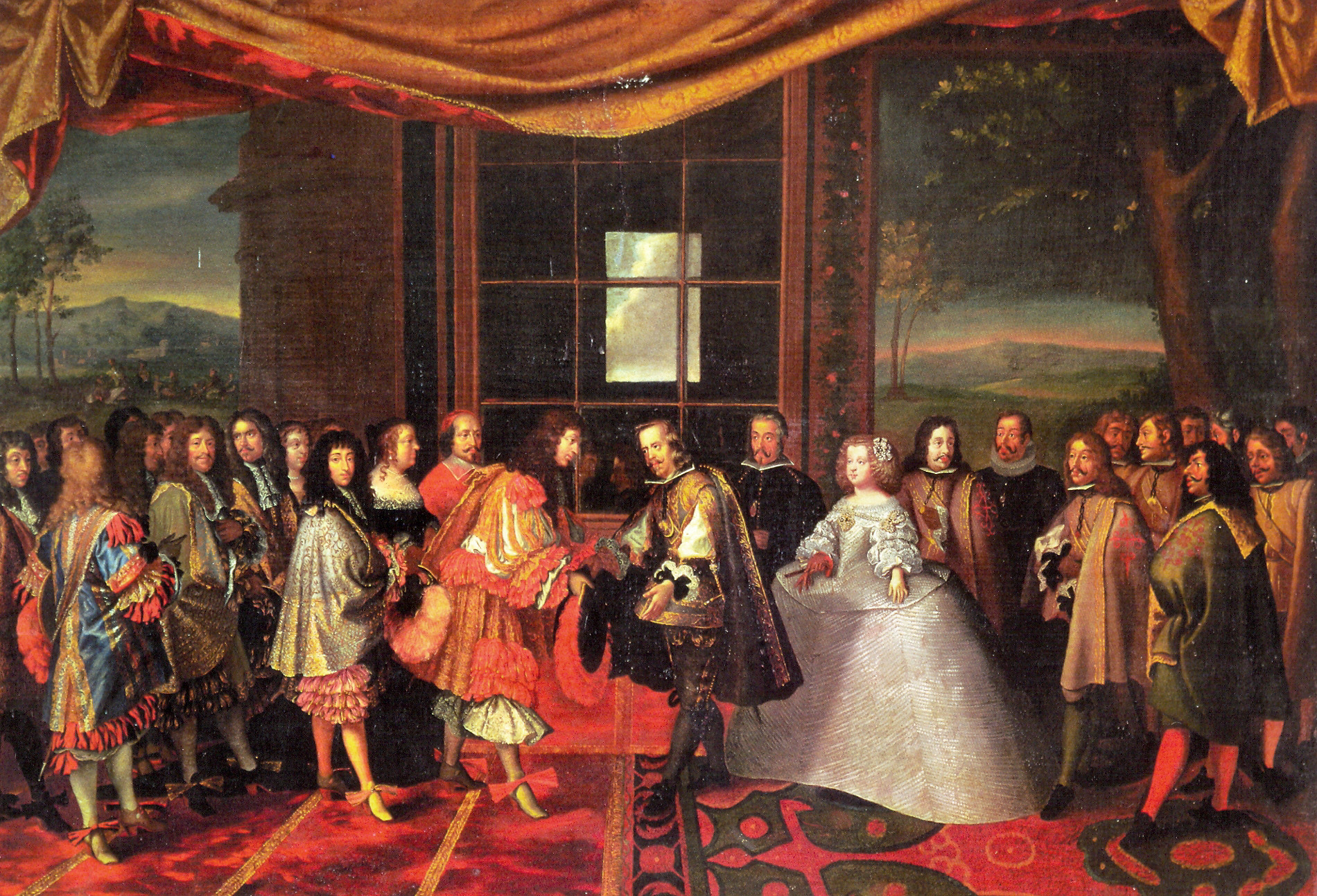
7. Le tableau date de 1659, le roi et les dignitaires français portent déjà la rhingrave, par contre ceux espagnols, à droite, qui n'adopteront jamais cette mode, portent un haut de chausses assez ajusté.

## Modes dérivées de la rhingrave
La mode de la rhingrave n'a duré qu'une trentaine d'années, mais elle a laissé des traces dans l'histoire du costume. La rhingrave est devenue un élément de l'habit traditionnel de deux grands ordres de chevalerie et a donc continué à être portée pendant les cérémonies, plusieurs siècles après sa disparition :
Le jour du chapitre de l'ordre du Saint-Esprit, le 1er janvier, les novices portent un habit en étoffe d'argent décrit par le duc de Croÿ. 
Le haut de chausse est ainsi décrit par Saint-Foix : « espèce de haut-de-chausse court et relevé, qui ne descendait qu'à la moitié des cuisses, et que l'on couvrait d'une demi-jupe » . 
En Angleterre, une rhingrave semblable, assez courte et en satin blanc, avait été adoptée par Charles II, lorsque cet effet était à la mode, mais resta ensuite une partie intégrante du grand habit des chevaliers de l'ordre de la Jarretière(Fig.C).

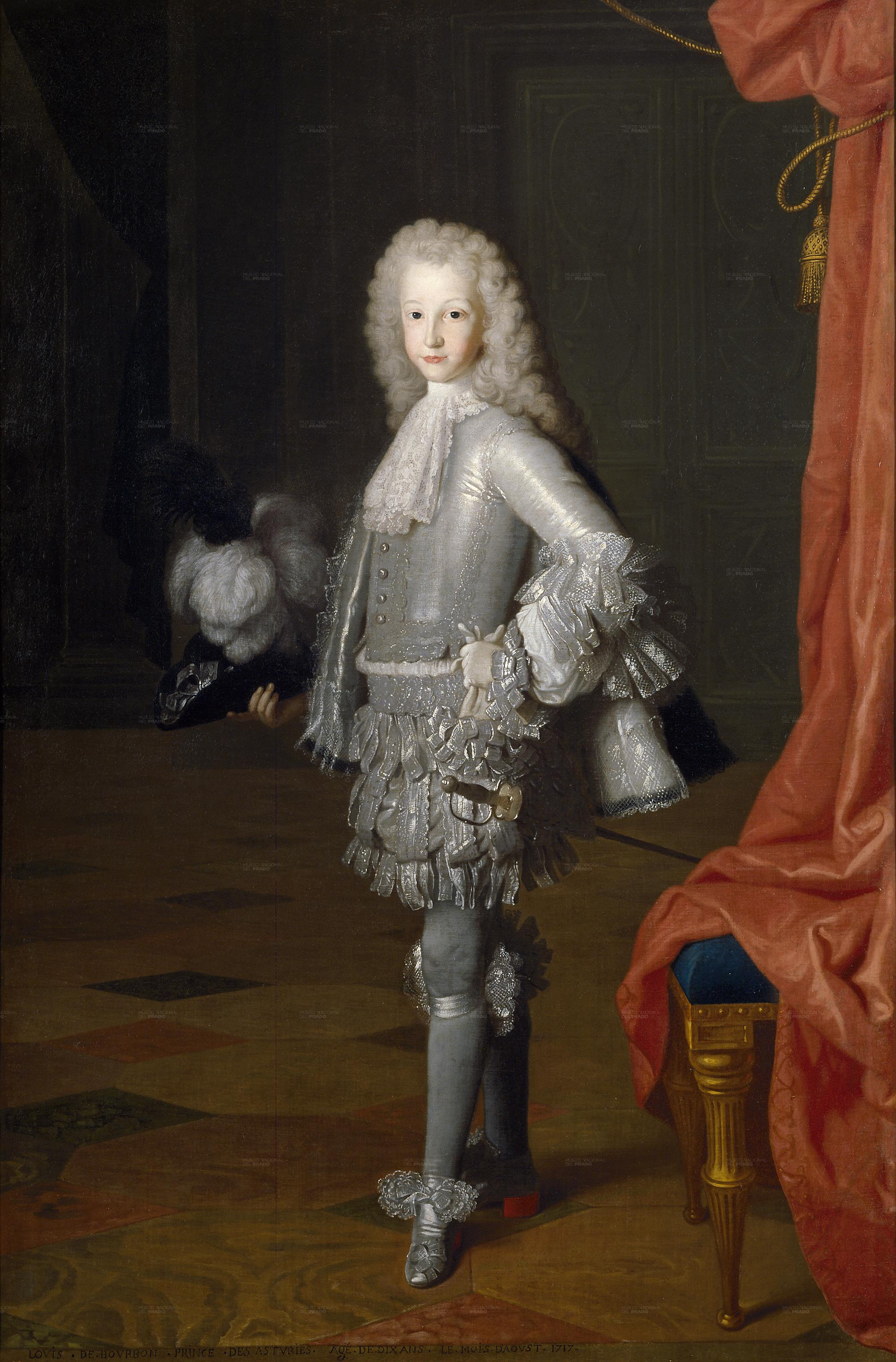
A. Habit de novice de l’ordre du Saint-Esprit, 1717.
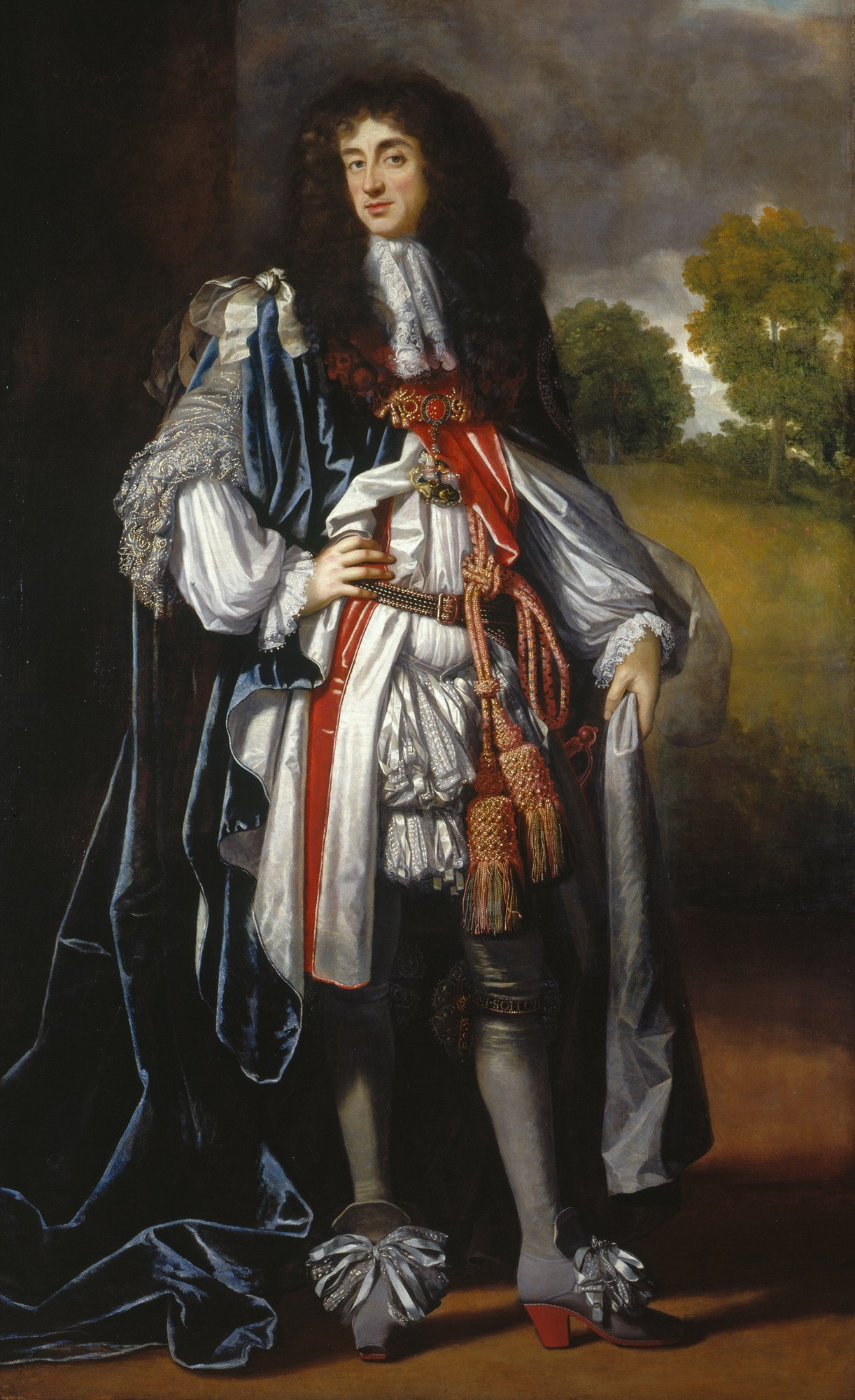
B. Une version assez courte de la rhingrave compose l'habit de l'ordre de la Jarretière, vers 1670.
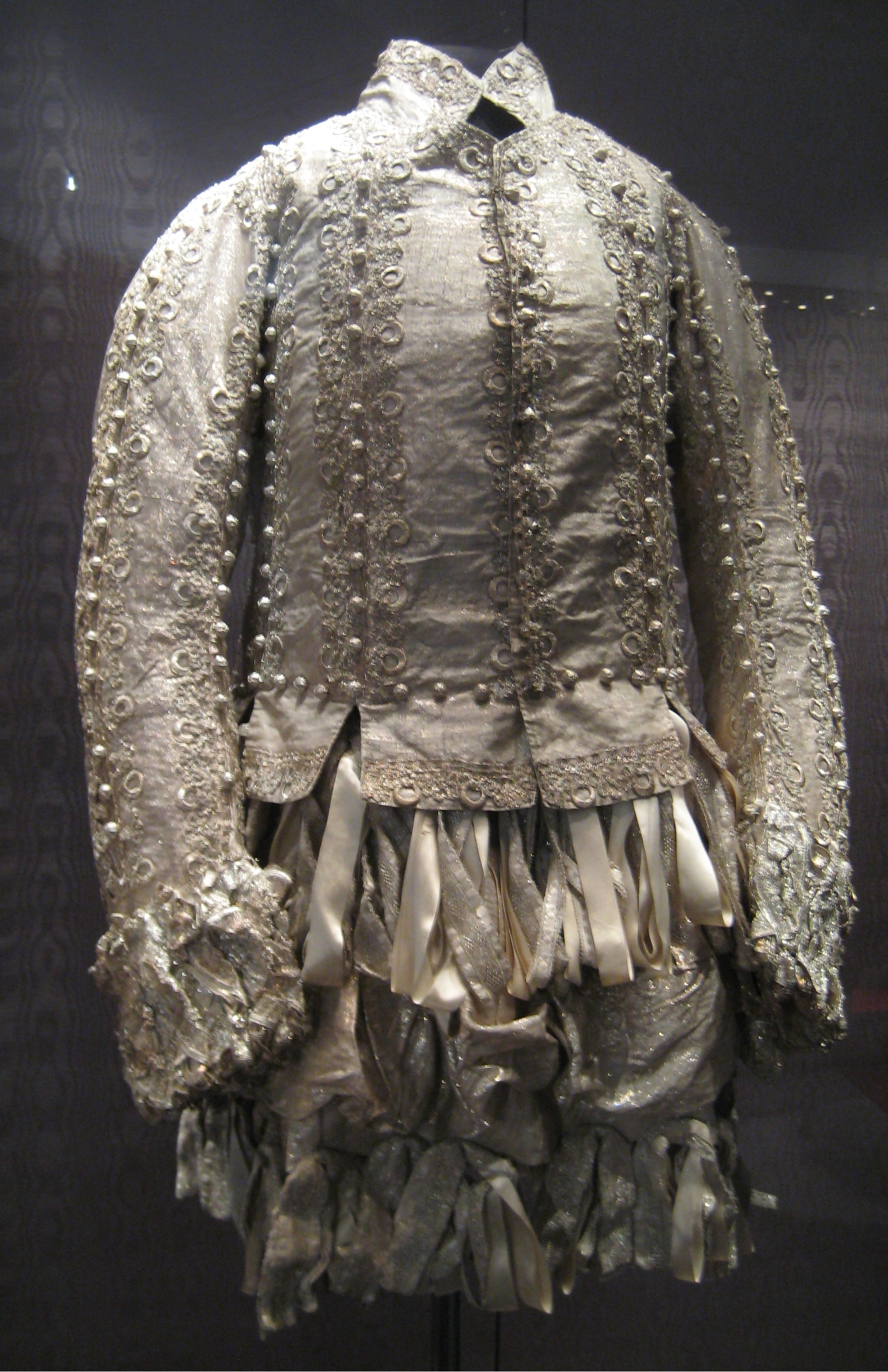
C. En 1813 la rhingrave est restée la même - Habit de l'ordre de la Jarretière du tsar Alexandre Ier de Russie.
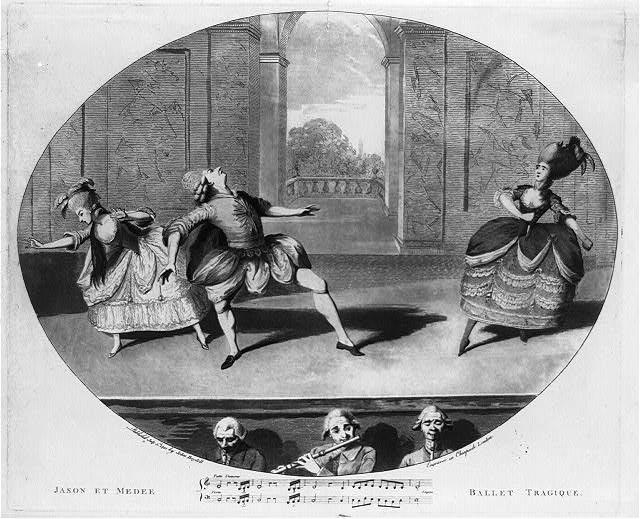
D. Tonnelet porté par le danseur Gaëtan Vestris en 1791.

La structure de la rhingrave a été conservée, des siècles après sa disparition de la mode masculine, dans le costume de danse masculin nommé « tonnelet ». Cette forme de haut de chausses avait en effet l’avantage de laisser une plus grande liberté de mouvement par rapport à la culotte ajustée. Ce costume s'était ensuite maintenu pour des raisons de pudeur. Le tonnelet a disparu définitivement lors de la révolution du costume associée aux Ballets russes, après que Nijinski fit son apparition sur scène vêtu d'un simple maillot[réf. souhaitée].
Une autre trace de cette pièce d’habillement masculine se retrouve dans le costume populaire breton. Il s'agit des bragou braz (en breton : culottes amples), le plus souvent portées avec des guêtres. Ce costume a résisté dans les campagnes bretonnes (Plougastel-Daoulas, Pays de Guérande, Île de Batz) et n'a été définitivement supplanté par le pantalon noir qu'à l'orée du XXe siècle.
Les « guises » paysannes d'une partie de la Bretagne avaient en effet maintenu sans grandes modifications le costume inspiré de celui de la noblesse du XVIIe siècle. Les personnages sculptés en bois et en granit l'attestent (Saint Isidore de l'église de Locmarianen, Saint Isidore de Saint-Gildas de Rhuys (Fig.D). 

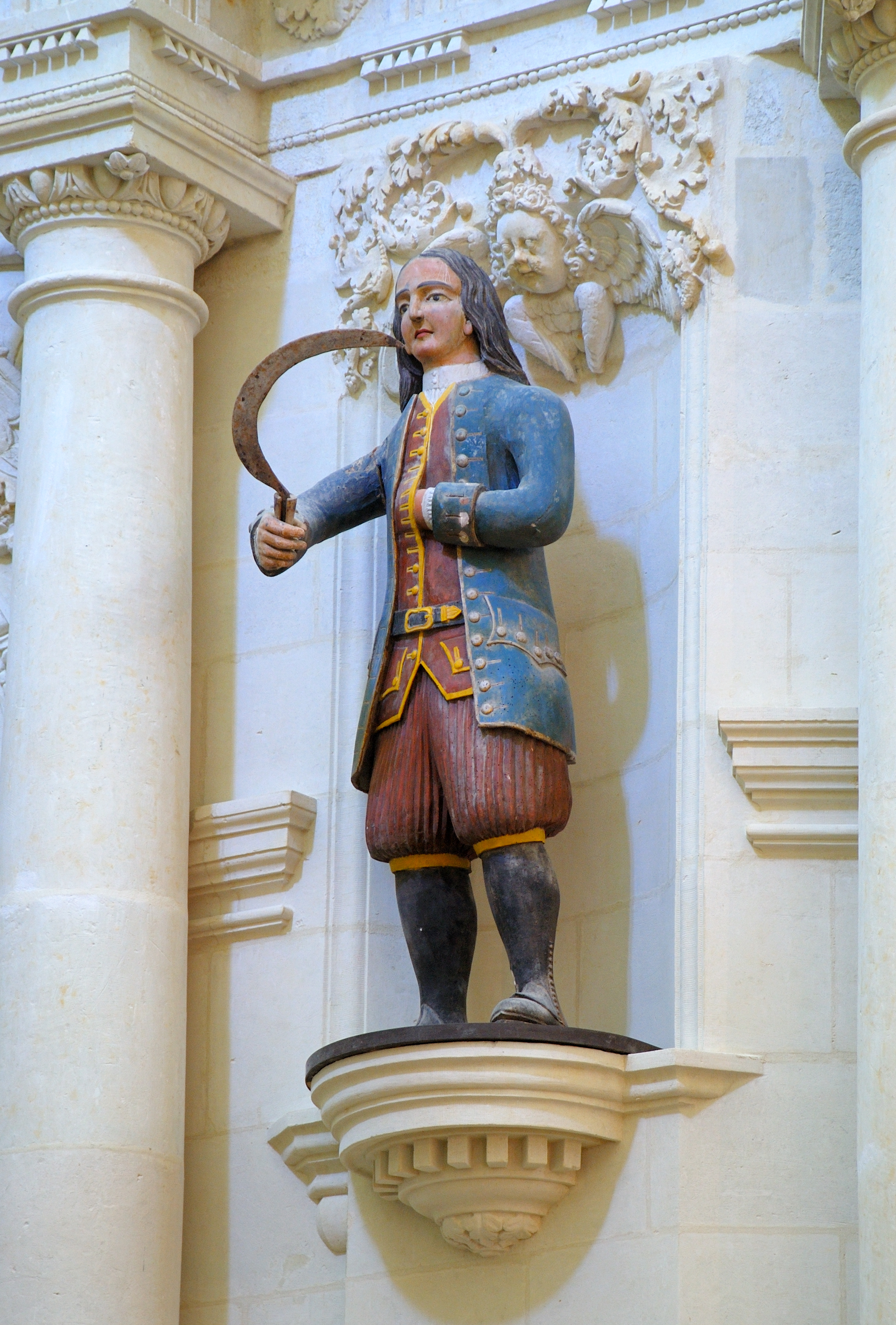
E. La statue, datant du XVIIIe siècle[11], atteste que l'on portait encore en Bretagne la mode de cent ans auparavant.
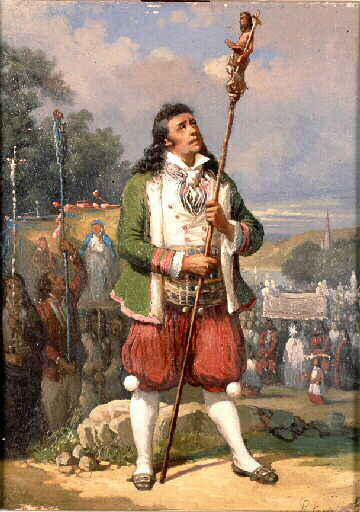
F. Des bragou-braz analogues se retrouvent encore cent ans après à Plougastel-Daoulas, vers 1850.
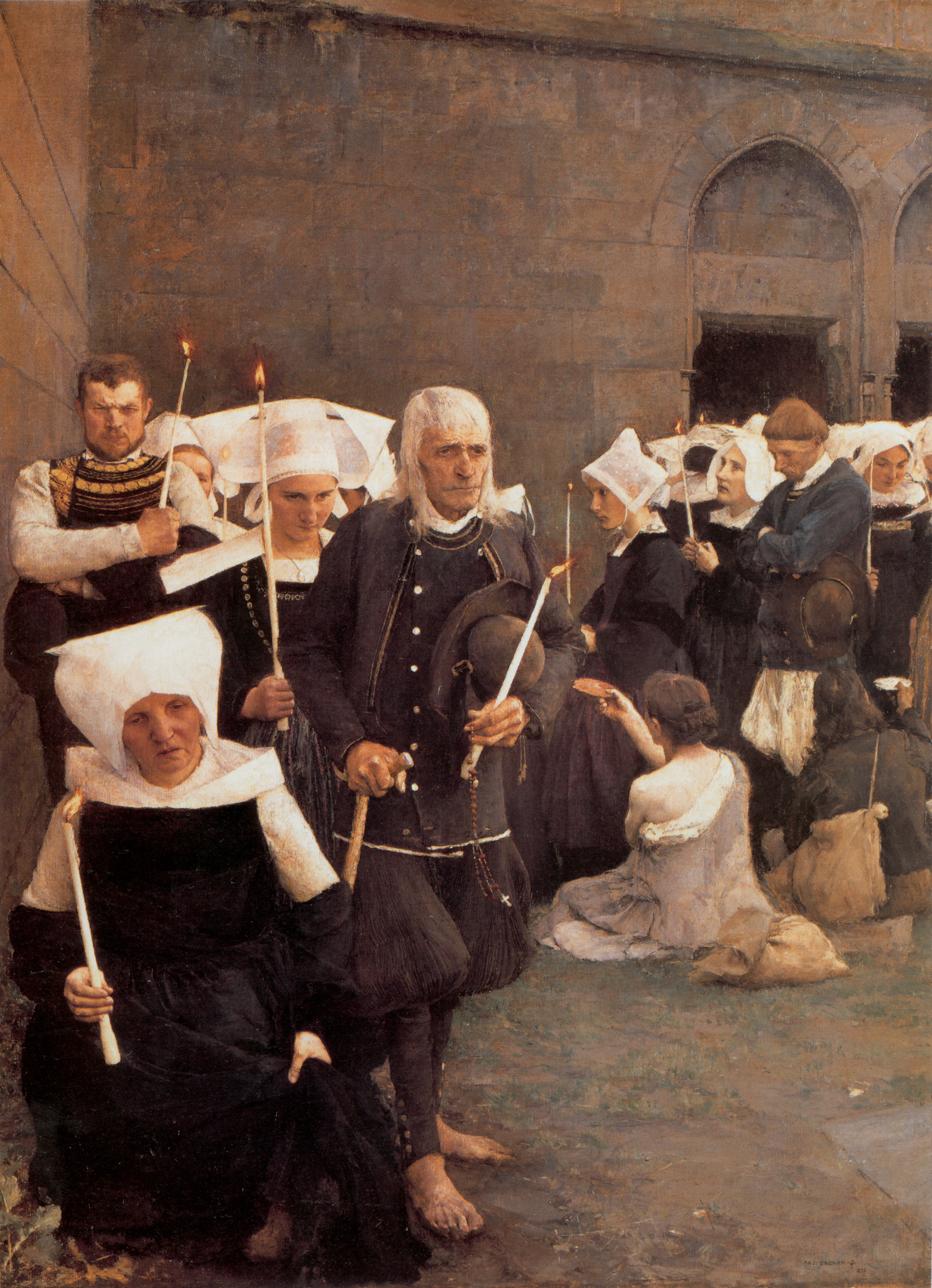
G. Bragou-braz noir d'Elliant en 1886. L'étoffe est ici finement plissée.
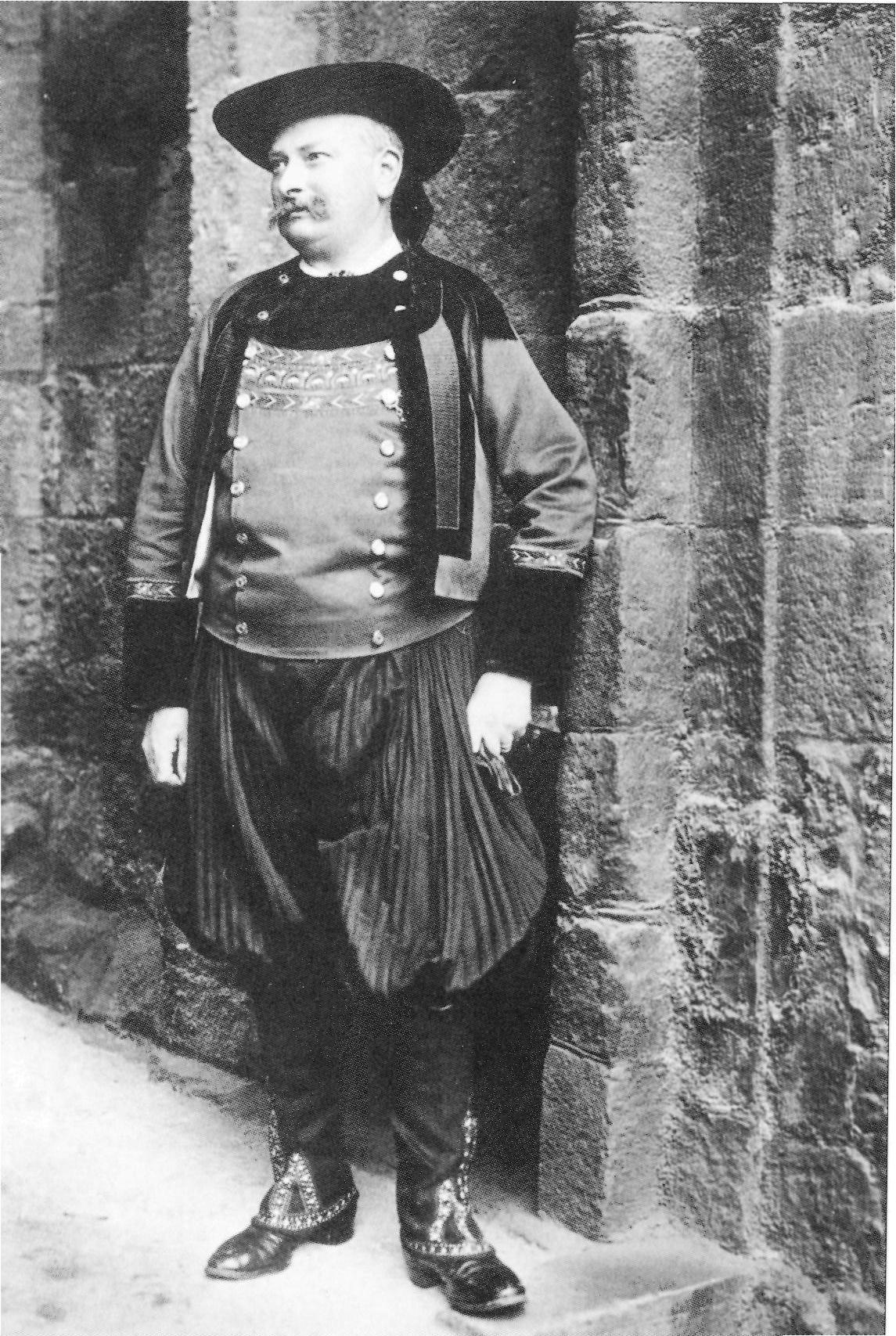
H. Bragou Braz en 1904.